# Anita Zagaria
Anita Zagaria (ur. 27 czerwca 1954 w Neapolu) – włoska aktorka filmowa i telewizyjna.

## Kariera
Anita Zagaria debiut filmowy zaliczyła w 1983 roku filmie Terence’a Hilla pt. Don Camillo. Grała również w takich filmach i serialach jak m.in. Kamorysta (1986 – reż. Giuseppe Tornatore), Człowiek w ogniu (reż. Elie Chouraqui), Królowa kier (1989 – reż. Jon Amiel), Ucieczka niewinnego (1992 – reż. Carlo Carlei).
Jednak największą popularność przyniosła rola w serialu pt. Doktor z alpejskiej wioski, gdzie w latach 1992–1996 grała dr Sabinę Spreti, żonę tytułowego doktora. Potem grała jeszcze w takich produkcjach jak m.in. Mojżesz (1995 – reż. Roger Young), Przygody Pinokia (1996 – reż. Steve Barron), Dar życia (1998 – reż. Robert Markowitz), 1900: Człowiek legenda (1998 – reż. Giuseppe Tornatore), Nieuczciwa konkurencja (2001 – reż. Ettore Scola), Pod słońcem Toskanii (2003 – reż. Audrey Wells).

## Filmografia

### Filmy
- 1983: Don Camillo jako córka Nicoliny
- 1984: L'attenzione jako Graziella
- 1984: Sto dni w Palermo
- 1986: Sembra morto... ma è solo svenuto
- 1986: Zone Troopers jako dziewczyna ze snu
- 1986: Kamorysta jako Anna
- 1986: Grandi magazzini
- 1987: Chi c'è c'è
- 1987: Człowiek w ogniu jako żona Contiego
- 1988: La posta in gioco
- 1989: Affetti speciali jako Marzia
- 1989: Królowa kier jako Rosa
- 1993: Pacco, doppio pacco e contropaccotto
- 1993: Ucieczka niewinnego jako matka Vito
- 1995: La scuola jako Gana
- 1995: Mojżesz jako Jochabed
- 1996: Przygody Pinokia jako żona Luigiego
- 1997: Alle für die Mafia jako Rosa
- 1997: Un giorno, un giorno, una notte...
- 1987: Messaggi quasi segreti jako Anna Saitta
- 1998: L'ospite jako Maria
- 1998: 1900: Człowiek legenda
- 2001: Nieuczciwa konkurencja jako Margherita Melchiori
- 2003: Senza freni jako Infermiera
- 2003: Liberi jako Paola
- 2003: Pod słońcem Toskanii jako Paola
- 2003: Sotto il sole della Toscana jako Fiorella
- 2005: ...e dopo cadde la neve
- 2006: Noc przed egzaminami jako matka Massi
- 2009: La Fisica dell'acqua jako pielęgniarka

### Seriale
- 1982: Un gusto molto particolare
- 1985: Baciami strega
- 1986: Professione vacanze
- 1989: Zwei Münchner in Hamburg: Abschied von der Isar jako Bea Benedetti
- 1989: Zwei Münchner in Hamburg jako Bea Benedetti
- 1990: The Gravy Train jako Gianna Melchiori
- 1991: The Gravy Train Goes East jako Gianna Melchiori
- 1992: Il cielo non cade mai jako Diana Fasser
- 1992: In fuga per la vita
- 1992: Maria's Child jako Gianna Melchiori
- 1992–1996: Doktor z alpejskiej wioski jako dr Sabine Spreti
- 1993: Killer Rules jako Marina
- 1993: Flash - Der Fotoreporter jako Margaret
- 1994: Uczciwa gra jako Maria
- 1995: Ośmiornica 7 jako Giulia Altofante
- 1996: Uno di noi
- 1996: Il maresciallo Rocca jako Angela Alfò
- 1997: In fondo al cuore jako Paola
- 1998: 'Dar życia jako Anna
- 1998: Jeremiasz jako matka Jeremiasza
- 1998–2011: Un medico in famiglia jako Nilde Martini
- 1999: Trudna decyzja
- 1999: Premier de cordée jako panna Ruspoli
- 1999: Fine secolo jako Stephanie Rinaldi
- 1999: Una farfalla nel cuore jako Elisabetta Del Monte
- 1999: Non lasciamoci più jako Marianna Sestili
- 1999: Operazione Odissea jako Argangeli
- 2000: Ojciec Pio jako matka Pio
- 2001: Best of Both Worlds jako Mariella Landucci
- 2001: Sarò il tuo giudice jako PM Taurianova
- 2002: Stiamo bene insieme jako Ada Morandi
- 2002: Opowieść o psie
- 2002: Padri jako Flora
- 2005: L'Amore non basta jako Karin
- 2006: Tam, gdzie szybują orły jako Sklepikarka
- 2006: Giovanni Falcone, l'uomo che sfidò Cosa Nostra jako Liliana Ferraro
- 2006: Butta la luna jako Elena Marini
- 2006: Raccontami
- 2007: Il capitano jako Rosa Mantovani
- 2007: Nebbie e delitti jako żona Morottiego
- 2007: Donna detective jako Nadia Renzi
- 2007: Tutti i rumori del mondo
- 2008: Raccontami jako Maestra Pucci
- 2012: Provaci ancora prof jako Maestra Pucci
- 2013: Volare jako pani Gandolfi
- 2014: Un'altra vita jako Pia
- 2015: Solo per amore